# Przełęcz Trzebuńska
Przełęcz Trzebuńska (981 m) – przełęcz pomiędzy Jałowcem (1111 m) a Czerniawą Suchą (1062 m), położona w Paśmie Jałowieckim w Beskidzie Żywiecko-Orawskim.
Przełęcz Trzebuńska oddziela od siebie dwa szczyty Pasma Jałowieckiego, przechodzi przez nią również granica między Koszarawą w województwie śląskim i Zawoją w województwie małopolskim. W północno-zachodnim kierunku spod przełęczy spływa jeden ze źródłowych potoków rzeki Koszarawa, we wschodnim potok Korycina uchodzący w Zawoi do Skawicy. Obecnie rejon przełęczy jest całkowicie porośnięty lasem, dawniej jednak pola miejscowości Koszarawa podchodziły niemal pod samą przełęcz. Przez przełęcz w czasie II wojny światowej biegła też granica między III Rzeszą a Generalnym Gubernatorstwem. Obecnie prowadzi nią tylko szlak turystyczny. Nazwa przełęczy pochodzi od położonej na stokach Jałowca powyżej przełęczy Hali Trzebuńskiej, na mapie Compassu ma nazwę Przełęcz Sucha.
Według regionalizacji Polski opracowanej przez Jerzego Kondrackiego Przełęcz Trzebuńska znajduje się w Paśmie Jałowieckim należącym do Beskidu Makowskiego. Na mapach i w przewodnikach turystycznych Pasmo Jałowieckie zaliczane jest zazwyczaj do Beskidu Żywieckiego, w najnowszej regionalizacji z 2018 roku do Beskidu Żywiecko-Orawskiego.

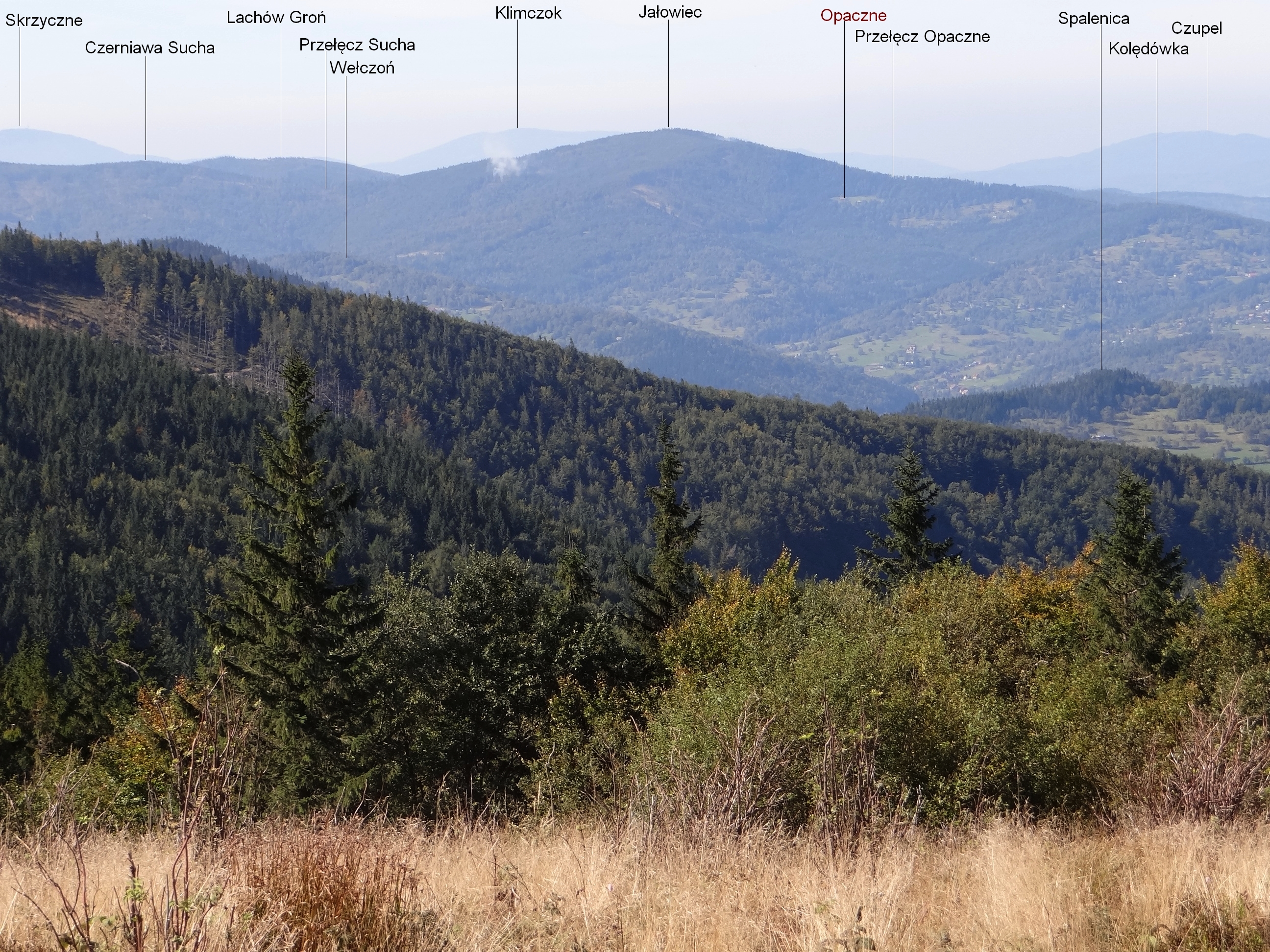
Widok na Przełęcz Suchą z Hali Kucałowej
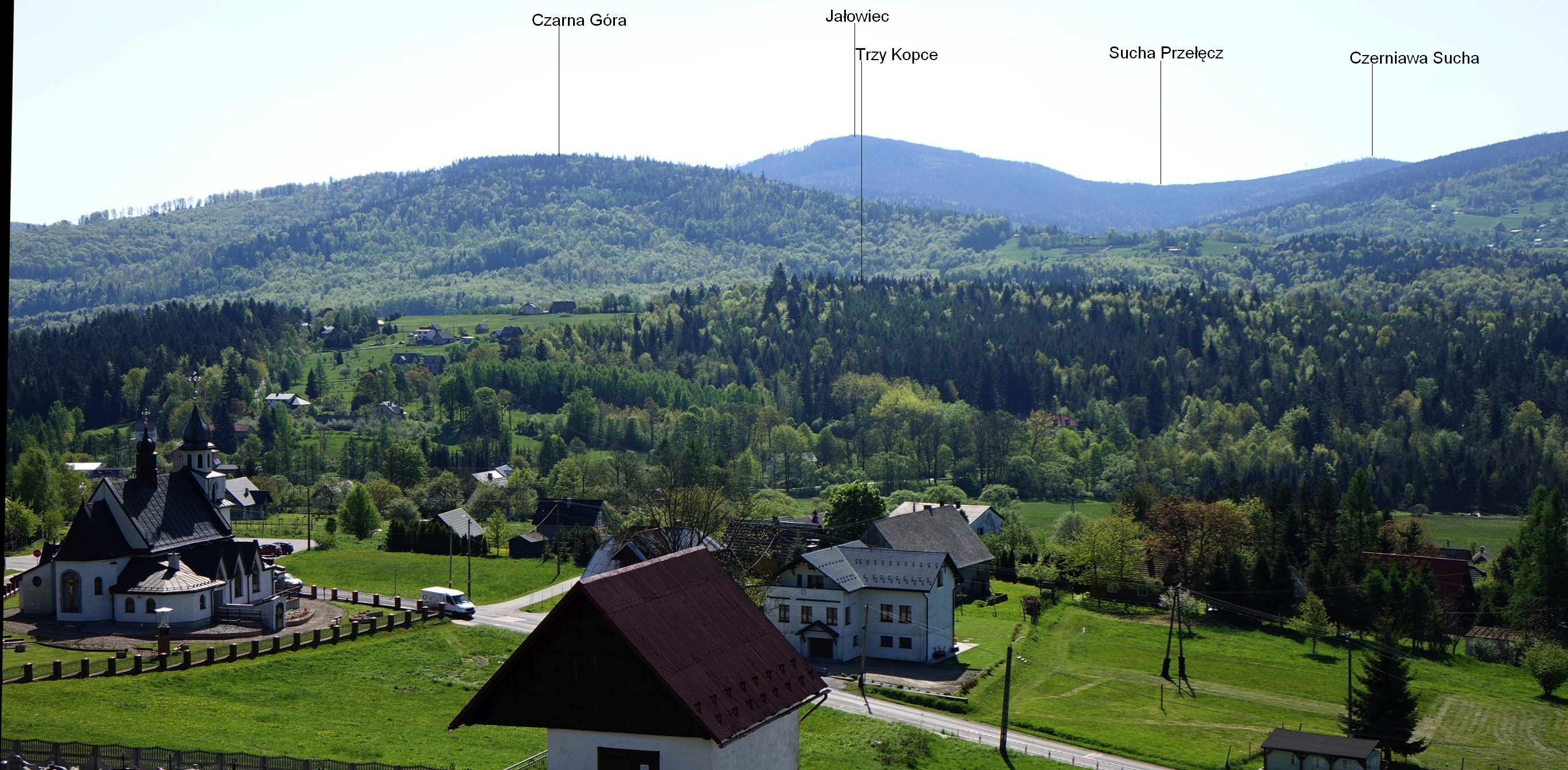
Widok ze wsi Hucisko

Szlaki turystyczne
 przełęcz Przysłop – Kiczora – Solniska – Kolędówki – Jałowiec – Czerniawa Sucha – Lachów Groń – Koszarawa. Czas przejścia 6 h, ↓ 6:05 h.